# Jozef Móder
Jozef Móder (n. el 19 de septiembre de 1947) es un exfutbolista eslovaco. Jugaba como centrocampista y fue internacional con la selección de Checoslovaquia, con quien se proclamó campeón de la Eurocopa 1976.

## Carrera profesional
Móder jugó 318 partidos y anotó 75 goles en la Primera Liga Checoslovaca, principalmente en el Dukla Praha y Lokomotíva Košice.
Móder hizo su debut internacional para el equipo nacional de fútbol de Checoslovaquia en una victoria en casa por 6-0 contra Luxemburgo el 26 de abril de 1972. Anotó tres goles en los cuartos de final de la UEFA Euro 1976 contra la Unión Soviética, ayudando a Checoslovaquia a avanzar al torneo final.